# Furfurylalcohol
Furfurylalcohol is een furaanderivaat, meer bepaald een alcohol, dat bestaat uit een furaanring waarop een hydroxymethylgroep is gesubstitueerd. Het is een kleurloze tot lichtgele, olieachtige vloeistof. Het heeft een milde, warme, olieachtige geur en smaakt enigszins naar karamel.
Furfurylalcohol is goed oplosbaar in water en vormt ermee een azeotroop.

## Synthese
Furfurylalcohol wordt bereid door katalytische hydrogenering van furfural. In België gebeurt dit door TransFurans Chemicals in Geel. Dit proces werd in 1934 geïntroduceerd door de Quaker Oats Company in Memphis (Tennessee). Het tegenwoordige TransFurans Chemicals behoorde tot 1998 bij Quaker Oats.
De olie die men bekomt door gemalen, geroosterde koffiebonen te destilleren met stoom bevat ongeveer 50% furfurylalcohol.

## Toepassingen
Het voornaamste gebruik is in de gieterij-industrie. Harsen op basis van furfurylalcohol zijn geschikt als bindmiddel voor het zand waaruit de gietvormen worden gevormd.
Verder wordt het gebruikt in de productie van lijmen, verven, lakken en coatings, en bij de synthese van geneesmiddelen.
Ook wordt het gebruikt bij de verduurzaming van houtproducten waarbij biologisch gemodificeerd hout wordt gemaakt. 
Aan sommige voedingsproducten wordt wat furfurylalcohol toegevoegd als aromastof en smaakstof (snoepgoed, dranken, bakgoed).

## Toxicologie en veiligheid
Furfurylalcohol kan in contact met sterke zuren exotherme en explosieve reacties geven. Contact met ogen of huid kan sterke irritatie opleveren. Het is ook schadelijk bij inslikken. Langdurige of herhaalde onbeschermde blootstelling aan de vloeistof kan dodelijk zijn.